# Nina & Mike
Nina & Mike was een Duits schlagerduo dat vooral succes had in de jaren zeventig.
Nina (Michaela Schähfer) (Halle (Saale), 19 juni 1945 - 7 april 2005) leerde in 1963 Mike (Lothar Schähfer) (Mannheim, 14 januari 1944 - 16 juli 2015) kennen. Mike speelde als gitarist in een band en Nina werd zangeres. Korte tijd later trouwden ze en kregen twee zonen (Ralph en Frank). In 1966 begonnen ze een zangcarrière als duo en namen de namen Joe & Jenny aan. 
Drie jaar later brachten ze onder hun echte namen Michaela & Lothar twee nieuwe singles uit (Sha-la-la-la-la en Himmelblaue Sommerliebe). Nadat ze op televisiezender ZDF ontdekt werden in het programma Showdance kregen ze van Jack White een platencontract. Ze brachten onder hun nieuwe namen Nina & Mike het lied Lola uit, een cover van de Kinks hit maar slaagden er niet in om in de hitparade te komen.
In 1973 scoorden ze een eerste hit met Rund um die Welt geht das Lied der Liebe en bereikten de top 20 van de hitparade in Duitsland. Datzelfde jaar scoorden ze hun grootste hit met Fahrende Musikanten dat de vijfde plaats haalde in de hitparade en er maar liefst 25 weken in stond. Door vele concerten en optredens in het televisieprogramma ZDF-Hitparade stonden ze erg in de mediabelangstelling. Hun volgende hit werd Paloma Blanca. Na deze tweede top tien-hit konden ze nooit meer het succes evenaren maar desondanks zijn ze het succesvolste schlagerduo uit de jaren zeventig na Cindy & Bert. 
Het duo scheidde in 1976 maar bleef professioneel wel verder zingen. Nadat de samenwerking met Jack White beëindigd werd kwamen ze onder de hoede van Peter Orloff. 
In 1979 openden ze de discotheek Boa! in Ludwigshafen am Rhein die ze tot 1991 open hielden. Het duo trad vele malen op samen met collega zangers Wolfgang Petry, Jürgen Drews, Christian Anders en Jürgen Marcus. 
Tussen 1993 en 1999 was Peter Dörr hun producent, daarna keerden ze terug naar Peter Orloff die voor hen Ich leb' im Traum (ABBA-hit I have dream) en Santo Domingo (Wanda Jackson-hit) produceerde. 
Vanaf 2003 lagen ze bij VanDango Media onder contract en zouden in 2005 hun 35-jarig jubileum vieren, maar Nina overleed op 7 april 2005 aan longkanker.
In hun loopbaan brachten ze 10 albums en 60 singles uit.

## Discografie

### Albums
- 1974: Rund um die Welt mit Nina & Mike
- 1975: Paloma Blanca
- 1976: Die großen Erfolge
- 1976: El Paradiso
- 1982: Unser Lied
- 1989: Amore Mio
- 1990: Lieder der Liebe
- 1991: Sonne, Meer und 1000 Palmen
- 1993: Fahrende Musikanten
- 1995: Nimm Dir Zeit für die Liebe
- 1995: 25 Jahre Nina & Mike – Unsere größten Erfolge
- 2000: Bis wir uns wiedersehen
- 2000: So ist das Leben
- 2000: 30 Jahre Nina & Mike
- 2003: Weihnachten mit Nina & Mike
- 2005: Ihre großen Erfolge

### Singles
- 1966: Alle jungen Leute
- 1969: Sha-la-la-la-la
- 1969: Himmelblaue Sommerliebe
- 1970: Lola
- 1971: Du bist eine Show
- 1971: Ketten, Mauern und Stacheldraht
- 1972: Sweet America
- 1972: Ich und du und ein Hund dazu
- 1973: Rund um die Welt geht das Lied der Liebe
- 1973: Fahrende Musikanten
- 1974: Was wird sein in sieben Jahren
- 1974: Kinder der Sonne
- 1975: Paloma Blanca
- 1975: Ein Haus, in dem die Liebe wohnt
- 1975: Schenk mir ein Leben mit Dir
- 1976: Komm, geh mit mir
- 1976: El Paradiso
- 1977: Das Lied der Liebe
- 1977: Ein Vagabund liebt seine Welt
- 1978: Wir tanzen alle Big Bamboo
- 1978: Die glorreichen zwei
- 1979: Sommer auf Trinidad
- 1979: Rückflug-Ticket auf den Mond
- 1979: Ich käm' am liebsten zu Dir durchs Telefon
- 1980: Ein paar Dollar mehr
- 1981: Caribbian Disco Show
- 1981: Unser Lied
- 1982: Aloha-oe, bis wir uns wiedersehen
- 1982: Schau mal herein
- 1983: No me hables
- 1986: In den Sommer fliehn
- 1987: Amore Mio
- 1987: San Angelo
- 1988: Der Stern von Montego
- 1988: Heute Nacht und für immer
- 1989: Mit dem Südwind um die Welt
- 1989: Fernando's Bodega
- 1990: Der Wein von Samos
- 1993: Herzblatt - Gesucht von Steinbock
- 1994: Sag doch take it easy zum Leben
- 1995: Komm steig mal aus
- 1996: Mi Amor
- 1997: Pferdeschwanz und Petticoat
- 1998: Das ist Klein-Italien
- 1999: Weil wir beide uns gut verstehen
- 1999: Heut steigt bei uns ne Riesenparty
- 2000: Ich leb' im Traum
- 2001: Probier's doch mal mit Musik
- 2001: Denn man sieht vor lauter Bäumen ...
- 2002: Santo Domingo
- 2003: Sommer, Sonne und Trinidad
- 2003: Reggae Nights
- 2004: Komm sei stark
- 2004: Er wollte wie Picasso sein
- 2005: Nina, danke für alles (Mike solo)